# 王光宇 (1919年)
王光宇（1919年11月—2017年8月23日），曾用名王元乾，男，安徽霍邱县临水镇人，中国共产党及中华人民共和国官员。

## 生平
1936年7月到1937年9月，先后在颍上县、上海市参加陶行知领导的生活教育社、山海工学团，学习并开展抗日救亡活动。1937年10月到1938年5月，先后在颍上县、霍邱县任教。
1938年6月，参加中国共产党领导的革命工作。1938年10月加入中国共产党。1938年6月到1944年8月，历任霍邱县动委会干事、中共霍邱县委宣传部部长、中共皖东北直属区委书记、县委组织部长，中共泗东县委书记、中共泗南县委副书记、中共泗宿县委书记。
1944年9月到1949年2月，历任中共淮北路西永城县委书记，新四军淮北军区路西八分区独立二团政委，中共中央华中分局八地委民运部部长、八分区肖永砀工委书记，中共豫皖苏三地委副书记，淮海战役北线支前指挥部政委。
1949年3月到1952年，任中共阜阳地委书记。1952年5月至1954年10月，任中共安徽省委秘书长。1954年10月至1956年4月，任中共安徽省委农村工作部部长。1954年12月起，任中共安徽省委常委。1956年5月到文革初期，任安徽省人民委员会副省长，负责农口。1958年7月至1967年1月，任中共安徽省委书记处书记，分管农业工作。其间，1955年4月到1957年4月兼任安徽省人民委员会第五办公室主任，1956年5月到1961年2月兼任安徽农学院院长，1963年2月到1964年10月兼任中共安徽省委农村工作部部长，1963年7月起兼任安徽省农林水办公室主任。
文革期间受到冲击。1969年起，任安徽省革命委员会生产指挥组副组长。1971年5月起，升任中共安徽省委常委。1973年5月到1983年3月，任中共安徽省委书记（当时设有第一书记）；1983年3月到1984年12月，任中共安徽省委副书记。1973年5月到1979年12月，任安徽省革命委员会副主任。1985年3月到1993年2月，任安徽省人大常委会主任、党组书记。1994年6月离休。
1977年6月，万里出任中共安徽省委第一书记后，指定安徽省长期负责农业工作的王光宇同他一起搞农村调研。1977年11月28日，发布《中共安徽省委关于目前农村经济政策几个问题的规定（试行草案）》（俗称“省委六条”）。1978年安徽省遭受大旱，全省共6000余万亩农田受灾，4000余万人口的地区缺乏生活用水，分管农业的王光宇向万里提出借鉴1954年安徽水灾中采用过的“借地度荒”的办法，将耕地借给农民个人耕种。该建议获得采纳，使安徽全省最终超额完成秋种计划，并为在农村广泛推行包产到户、包乾到户提供了契机和条件。
王光宇是中共八大、中共十一大、中共十二大、中共十五大代表，中共第十一届、十二届中央委员会委员，第四届、第六届、第七届全国人大代表。
2017年8月23日，王光宇在合肥病逝，享年99岁。